# Tournoi de Qingdao
Le Tournoi de Qingdao est une compétition de judo organisée annuellement à l'automne par l'Union asiatique de judo. Ce tournoi est un événement majeur dans le calendrier international du fait de son label « Grand Prix ».

## Palmarès masculin
| Grand Prix | Grand Prix            | Grand Prix              | Grand Prix       | Grand Prix           | Grand Prix        | Grand Prix              | Grand Prix              |
| Année      | -60 kg                | -66 kg                  | -73 kg           | -81 kg               | -90 kg            | -100 kg                 | +100 kg                 |
| ---------- | --------------------- | ----------------------- | ---------------- | -------------------- | ----------------- | ----------------------- | ----------------------- |
| 2016       | Amartuvshin Dashdavaa | Abdula Abdulzhalilov    | Uali Kurzhev     | Lee Jae-hyung        | Max Stewart       | Kirill Denisov          | Yusei Ogawa             |
| 2015       | İlqar Müşkiyev        | Nijat Shikhalizada      | Sōichi Hashimoto | Wang Ki-chun         | Kenta Nagasawa    | Naidangiin Tüvshinbayar | Teddy Riner,            |
| 2014       | Vincent Limare,       | Yakub Shamilov          | Hong Kuk-hyon    | Sirazhudin Magomedov | Noel Van't End    | Martin Pacek            | Hisayoshi Harasawa      |
| 2013       | In-Hyuk Choi          | Alim Gadanov            | Igor Wandtke     | Sergiu Toma          | Murat Gasiev      | Karl-Richard Frey       | Zhang Lei               |
| 2012       | Kherlen Ganbold       | Davaadorj Tumurkhuleg   | Dirk Van Tichelt | Victor Penalber (pt) | Xunzhao Cheng     | Yusuke Kumashiro        | Marius Paskevicius (en) |
| 2011       | Georgii Zantaraia     | Alim Gadanov            | Wang Ki-chun     | Keita Nagashima      | Masashi Nishiyama | Hee-Tae Hwang           | Ihar Makarau            |
| 2010       | Boldbaatar Ganbat     | Alim Gadanov            | Ugo Legrand      | Sirazhudin Magomedov | Kirill Denisov    | Sergey Samoilovich      | Islam El Shehaby        |
| 2009       | Yunlong He            | Miyaragchaa Sanjaasuren | Gui-Man Bang     | Ji-Soo Ha            | Hesham Mesbah     | Ramadan Darwish         | Keiji Suzuki            |

## Palmarès féminin
| Grand Prix | Grand Prix         | Grand Prix          | Grand Prix            | Grand Prix      | Grand Prix    | Grand Prix     | Grand Prix |
| Année      | -48 kg             | -52 kg              | -57 kg                | -63 kg          | -70 kg        | -78 kg         | +78 kg     |
| ---------- | ------------------ | ------------------- | --------------------- | --------------- | ------------- | -------------- | ---------- |
| 2016       | Li Yanan           | Chen Chen           | Anastasiia Konkina    | Nami Nabekura   | Erina Ike     | Rika Takayama  | Yu Song    |
| 2015       | Funa Tonaki        | Yuka Nishida        | Dorjsürengiin Sumiyaa | Yang Junxia     | Barbara Matić | Shori Hamada   | Yu Song    |
| 2014       | Monica Ungureanu   | Natalia Kuzyutina   | Miryam Roper          | Yarden Gerbi    | Iljana Marzok | Sol Kyong      | Yu Song    |
| 2013       | Alesya Kuznetsova  | Natalia Kuzyutina   | Corina Căprioriu      | Martyna Trajdos | Fei Chen      | Jie Zhang      | Qin Qian   |
| 2012       | Amélie Rosseneu    | Yingnan Ma          | Dorjsürengiin Sumiyaa | Miki Tanaka     | Fei Chen      | Ana Velensek   | Yu Song    |
| 2011       | Charline Van Snick | Bundmaa Munkhbaatar | Jan-Di Kim            | Xu Lili         | Fei Chen      | Kayla Harrison | Tong Wen   |
| 2010       | Wu Shugen          | Priscilla Gneto     | Nae Udaka             | Rina Kozawa     | Linda Bolder  | Yang Xiuli     | Yu Song    |
| 2009       | Shoko Ibe          | Hongmei He          | Sarah Loko            | Miki Tanaka     | Asuka Oka     | Yang Xiuli     | Qin Qian   |